# Wim Betz

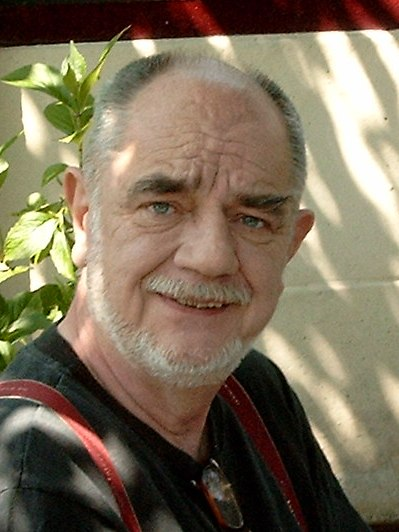
Wim Betz

Willem (Wim) Betz (22 februari 1943 – 8 juni 2019) was een Belgisch arts en hoogleraar aan de Vrije Universiteit Brussel, waar hij tot november 2007 diensthoofd was van het centrum voor huisartsenopleiding. Betz was een toonaangevend scepticus in Vlaanderen en deelnemer aan het EU COST B4-project (Europees onderzoek naar alternatieve geneeswijzen). Hij was stichtend lid, voorzitter en ondervoorzitter van SKEPP in België.

## Loopbaan
Na twintig jaar huisarts te zijn geweest, is hij zich daarna volledig met de opleiding van artsen en aan wetenschappelijk onderzoek gaan bezighouden. Hij volgde opleidingen in verschillende alternatieve geneeswijzen (homeopathie, neuraaltherapie, manuele therapie) en paste ze ook met succes toe. Hij ging zich vragen stellen over de verklaringen van de successen die alternatieve behandelingen claimden en ging zich verdiepen in de bestaande bewijsvoering voor deze methodes. Hij meende de verklaringen te kunnen vinden in de psychosomatiek, de studie van ziekten die veroorzaakt worden door de inwerking van de geest op het lichaam, het placebo-effect, het feit dat vele aandoeningen ook spontaan verdwijnen (verkoudheden) of fluctueren (allergie), en in de misleidingstechnieken van de kwakzalverij.
Betz gaf onder andere een cursus in de kritische studie van alternatieve geneeswijzen en hield daarover voordrachten. Hij stelde zich ook zeer kritisch op tegenover sommige aspecten van de reguliere geneeskunde.

## Scepticus
Betz was medestichter van SKEPP, waarvan hij sinds 2006 voorzitter was. Hij was in Vlaanderen een bekende scepticus. Binnen SKEPP was hij gespecialiseerd in alternatieve geneeswijzen en de daarop betrekking hebbende wetgeving. Hij was deelnemer aan het debat over bijna-doodervaringen n.a.v. een artikel van de Nederlandse cardioloog Pim van Lommel. Hij was een van de organisatoren van de mediagenieke 'zelfmoordstunt': twintig sceptici nam homeopathische verdunningen van bepaalde sterke gifstoffen tot zich om aan te tonen dat die verdunningen geen werkzame stof meer bevatten.
Betz was ook betrokken bij de totstandkoming van het EU COST B4-rapport. Het rapport omschrijft de wetenschappelijke criteria en voorwaarden voor alternatieve geneeswijzen alvorens aanvaard te kunnen worden als een beroepsgroep. April 2014 organiseerden SKEPP en Oudstudentenbond VUB een symposium ter ere van Wim Betz met sprekers waaronder Edzard Ernst en Johan Braeckman.
Wim Betz is in oktober 2007 met emeritaat gegaan en overleed op 8 juni 2019 op 76-jarige leeftijd.

## Onderscheidingen
- Gebroeders Bruinsma Erepenning 2011 uitgereikt door de Vereniging tegen de Kwakzalverij[2]
- Outstanding Skeptics Award 2012 uitgereikt door de European Council of Skeptical Organisations[3][4]